# Chris Ares
Chris Ares (* 1992 in Freiburg im Breisgau, bürgerlich Christoph Aljoscha Zloch) ist ein deutscher Rapper. Das bayerische Landesamt für Verfassungsschutz stuft ihn als Rechtsextremisten ein.

## Leben
Chris Ares lebt im Landkreis München. Er gilt als wichtigster Kopf der neuen rechtsextremen Rapszene (häufig NS-Rap genannt) in Deutschland. Seit 2016 wird Zloch vom bayerischen Landesamt für Verfassungsschutz als Rechtsextremist eingestuft. Es handele sich bei ihm inzwischen um einen „bedeutenden Akteur in der bundesdeutschen identitären Musikszene“. Ares hat Verbindungen zur Neuen Rechten sowie zur Identitären Bewegung und wird von Martin Sellner, Oliver Janich und Oliver Flesch unterstützt. Auch übernimmt er deren Symbolik in seinen Videos und spricht typische Themen wie den „Großen Austausch“ und Ethnopluralismus in seinen Texten an. Auch zur AfD pflegt er Kontakte.
Ares gehört dem 2016 gegründeten „Bündnis deutscher Patrioten“ (BDP) an. Bei einer AfD-Wahlveranstaltung im Jahre 2016 kam es zu einem journalistisch dokumentierten Angriff von Chris Ares.

„Auf Fotos wurde dokumentiert, wie der Rapper und Kampfsportler damals mit Faustschlägen und Fußtritten Journalisten und Gegendemonstranten attackiert. Zloch wurde wegen Körperverletzung angezeigt – nach Spiegel-TV-Informationen sah die Staatsanwaltschaft aber von einer Strafverfolgung ab.“

2018 trat er auf dem Festival der Identitären Bewegung auf.

## Musik
Seine Veröffentlichung 2014–2018 erreichte auf verschiedenen Download-Plattformen wie iTunes kurzfristig hohe Platzierungen in den Hip-Hop-Charts. Ares veröffentlichte zusammen mit Kai Alexander Naggert, der unter dem Künstlernamen „Prototyp“ auftritt, im September 2019 den Song NDS – Neuer Deutscher Standard und erlangte damit eine Platzierung in den Charts von Media Control. In den offiziellen Download-Charts (siehe Grundlagen der Chartermittlung) von MTV Germany erreichte die Single Platz 6. Laut dem nordrhein-westfälischen Verfassungsschutz ist in dem Song „ethnischer Nationalismus“ gepaart „mit Widerstandsrhetorik“.
Er stand bei Arcadi Musik unter Vertrag, einer Marke des Arcadi-Verlags. Dieser wird ebenfalls der rechten Szene zugeordnet. Im August 2019 kündigte er die Gründung seines eigenen Labels Neuer Deutscher Standard an.
Nachdem der deutsche Sänger Xavier Naidoo im April 2020 durch die Verbreitung von Verschwörungstheorien und eine Nähe zur Reichsbürgerbewegung auffiel, erwähnte er im Rahmen eines Interviews die Möglichkeit einer Zusammenarbeit mit Ares, mit dem er in Kontakt stehe.
Anfang Juli 2020 erschien sein zweites und letztes Album Ares. Nach Protesten wurde das Album von Amazon aus dem Sortiment genommen. Auch Spotify entschied sich, das Album von der Plattform zu entfernen. Dies verhinderte auch eine Chartplatzierung des Rappers. In der Schweiz dagegen erreichte das Album Platz 44 der dortigen Albencharts.
Mitte August des Jahres 2020 sperrte die Video-Plattform YouTube das Konto des rechtsextremen Rappers, da die Inhalte gegen die Hassrede-Richtlinie der Website verstoßen.
Im September 2020 gab Ares seinen Ausstieg aus dem Musikgeschäft und seinen Rückzug aus der Öffentlichkeit bekannt.

## Geplantes Jugendzentrum
Ende Juni 2020 wurden Pläne bekannt, dass Ares den Aufbau eines Jugendzentrums im sächsischen Bischofswerda plant, in welchem Kampfsporttraining und Musikworkshops stattfinden sollen. Außerdem plant Ares eine Siedlung für „Gleichgesinnte“ zwischen Dresden und Pulsnitz bestehend aus vier Häusern. Am 1. Juli 2020 sprachen sich alle Stadtrats-Fraktionen geschlossen gegen das Jugendzentrum aus. Nachdem dies bekannt geworden war, rief Ares auf seinen Kanälen auf, den Bischofswerdaer AfD-Kreisverband mit einem Shitstorm zu bedenken. Dieser Aufruf wurde von Martin Sellner, einer der führenden Kräfte der Identitären Bewegung, unterstützt.

## Diskografie
EPs
- 2017: Bastion-EP (mit Komplott)
- 2019: 2014-2018 (Arcadi Musik)

Alben
- 2020: Ares (Arcadi Musik)

Singles
- 2019: Neuer Deutscher Standard (mit Prototyp)
- 2020: Wir sind Kämpfer
- 2020: Machtwechsel
- 2020: Ares
- 2020: Hype (mit Prototyp)
- 2020: Söhne Europas (mit Absztrakkt)
- 2020: Fabia
- 2020: Brdigung

Gastbeiträge
- 2019: Absztrakkt: Sündenpfuhl der Macht (feat. Ukvali)